# Tegotherium
Tegotherium — це вимерла форма ссавцеподібних пізньої юри Східної Азії. Типовий вид T. gubini відомий із пластів Шар-Тіг у Монголії, і невизначений вид також відомий із пізньої юрської формації Кігу в Китаї. Належить до клади Docodonta.